# Księżostany-Kolonia
Księżostany-Kolonia – wieś w Polsce położona w województwie lubelskim, w powiecie zamojskim, w gminie Komarów-Osada.
| SIMC    | Nazwa   | Rodzaj    |
| ------- | ------- | --------- |
| 0890880 | Kociuba | część wsi |

W latach 1975–1998 miejscowość administracyjnie należała do województwa zamojskiego.
Wieś jest sołectwem w gminie Komarów-Osada. Według Narodowego Spisu Powszechnego z roku 2011 wieś liczyła 132 mieszkańców.

## Historia
Księżostany Kolonia w wieku XIX wieś w powiecie tomaszowskim, gminie i parafii Komarów. Powstała po odkupieniu części dominium Komarów (przy parcelacji) w 1873 r. przez przybyłych z Galicyi włościan, którzy na gruntach uprawnych i wykarczowanym lesie takową kolonię założyli. Wieś powstała w położenia górzystym pośród lasów.
W roku 1883 znajdowało się tu 47 dymów, ludności rzymskokatolickiej 357, mających gruntu ornego 484 mórg i 100 mórg lasu. Osadnicy ci, podobnie do osadników kolonii Komarowa Krzywystok, odznaczają się pracowitością, postępowym gospodarstwem, pobożnością. Stawiają domy wygodne i gustownej struktury, tak samo i zabudowania gospodarskie. Większość zajmuje się rolnictwem, 2 tylko zajmuje się tkactwem.